# Anpan

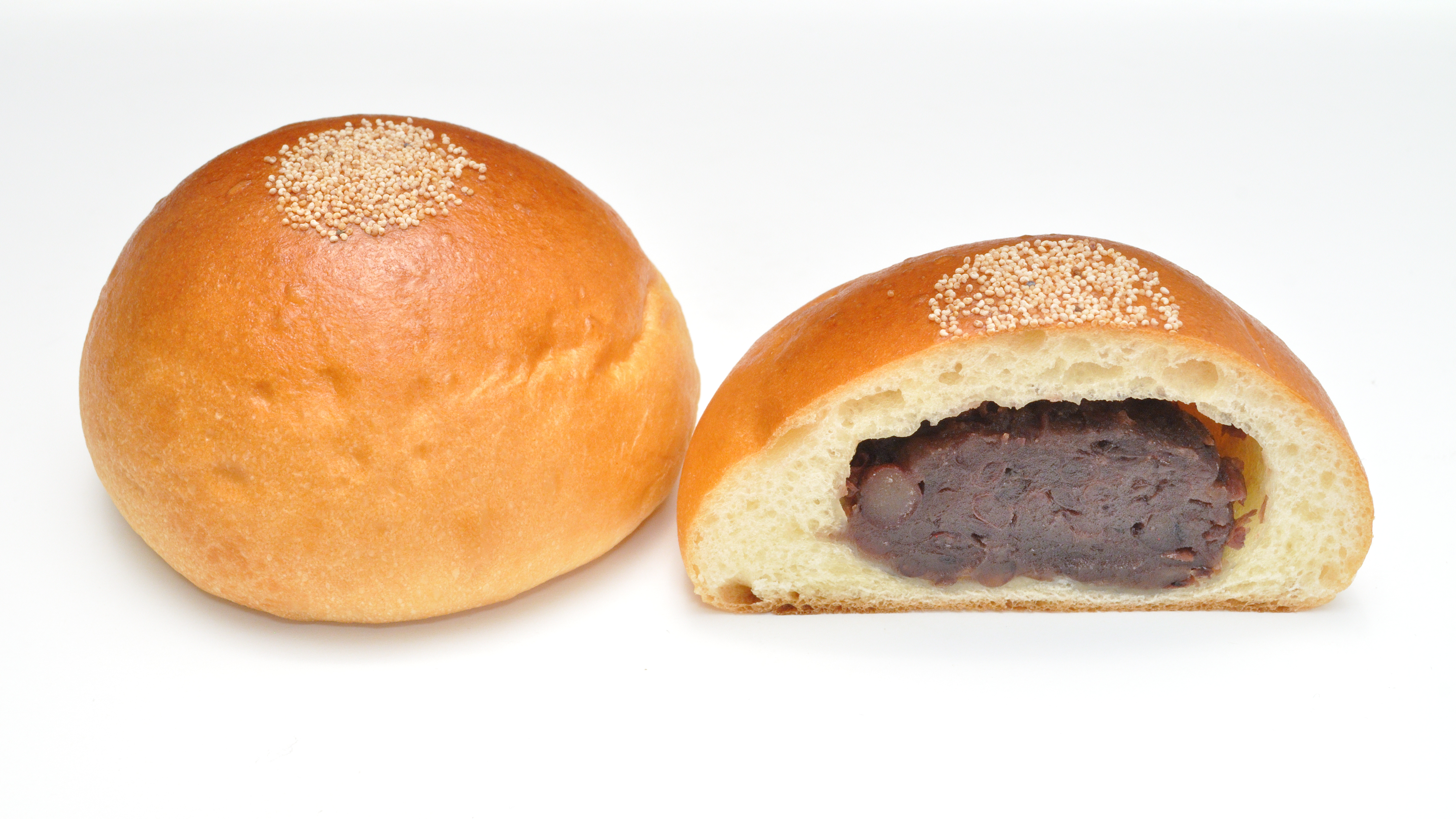

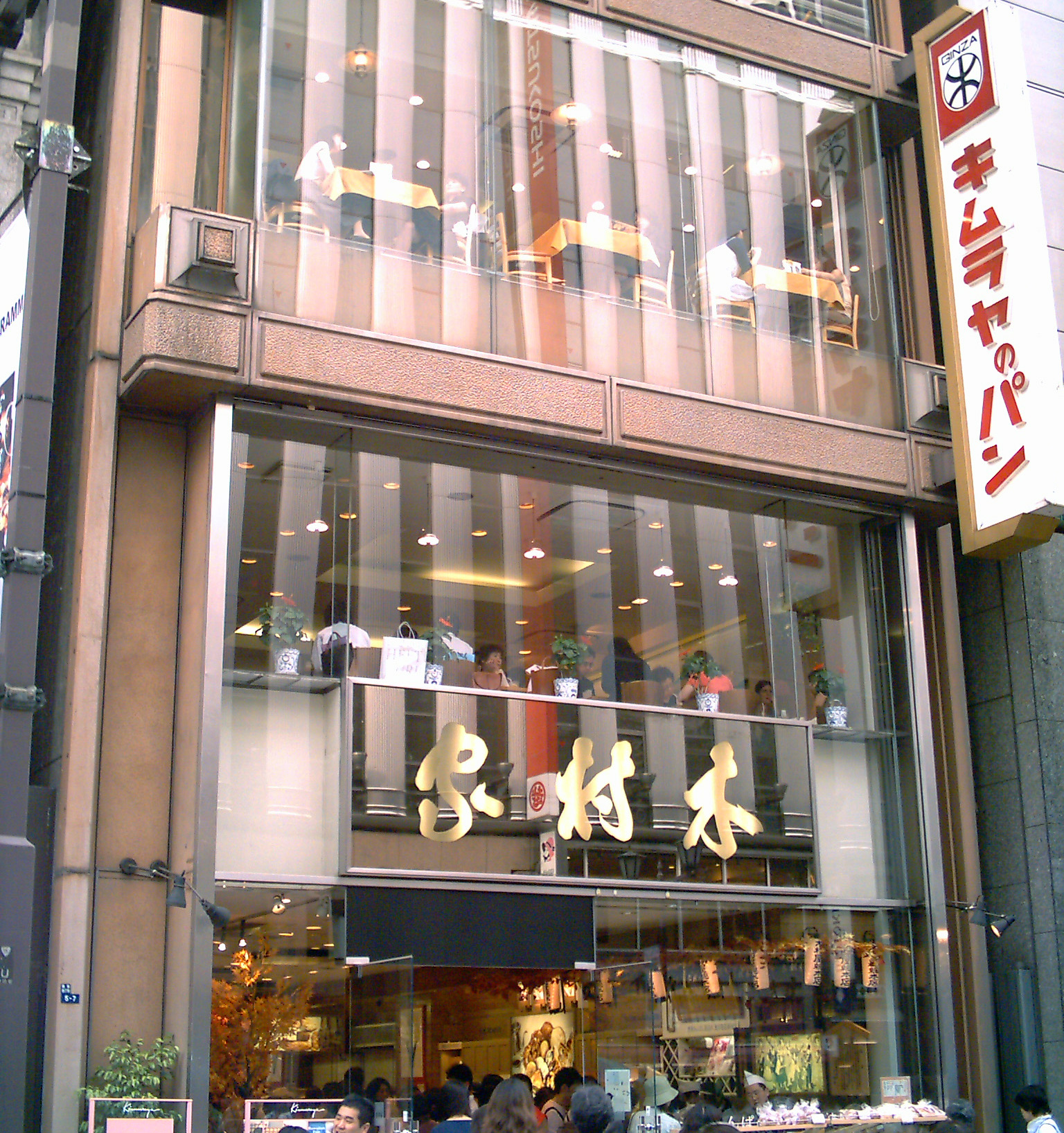
Kimuraya em Ginza

Anpan (あんパン) é um doce japonês normalmente recheado com anko. O anpan também pode ser preparado com outros recheios, incluindo feijões brancos (shiro-an), gergelim (goma-an) e castanha (kuri-an).

## História
O anpan foi feito pela primeira vez em 1875, durante o período Meiji por um homem chamado Yasubei Kimura, um samurai que perdeu seu emprego com a ascensão do Exército Imperial e a dissolução dos samurais como uma classe social. A era Meiji foi um período no qual o Japão estava se tornando cada vez mais ocidentalizado, e muitos samurais que perderam seus empregos receberam trabalhos que eram totalmente novos a eles. O papel ocidental de padeiro foi um desses trabalhos.
Um dia, enquanto estava vagueando pela área onde muitas pessoas empregadas em trabalhos ocidentais trabalhavam, Kimura Yasubei encontrou um jovem fazendo pães e teve uma ideia, que seria o começo da padaria chamada Bun'eidō (文英堂). Em 1874, ele mudou-se para Ginza e renomeou a padaria para Kimuraya (木村屋). Naquela época, no entanto, a única receita de pão conhecida no Japão era para fazer um pão salgado e azedo, mal adaptado ao gosto japonês da época. Finalmente, ele imaginou como fazer pão na forma do manjū japonês – levedando a massa com o tradicional fermento líquido sakadane. Ele então preencheu o pão com pasta de feijão wagashi e passou a vender o anpan . O anpan era muito popular, não apenas devido a seu gosto, mas também porque os japoneses estavam interessados em algo novo e vindo de fora na época.
Mais tarde, um homem chamado Yamaoka Tesshū, um camareiro do Imperador Meiji que amava anpan, pediu aos Tokugawas, os governantes do Japão antes do período Meiji, para apresentar os anpans ao imperador quando fosse visitá-lo. Então os Tokugawas pediram a yasubei para fazer alguns anpans para o imperador. Yasubei trabalhou duro para fazer o anpan e, por ele ter também prestado atenção a sua aparência, ele decorou-os com conserva de sakura no sal no meio de cada pão. Este anpan foi apresentado ao Imperador Meiji em 4 de abril de 1875. O Imperador falou a Yasubei para trazer anpans para ele todo dia, e devido ao rumor de que o Imperador comia anpan, a popularidade do pão, e especialmente do anpan, começou a se espalhar pelo país.

## Influência na cultura popular japonesa
O anpan é muitas vezes usado como gíria para a inalação recreativa de solvente de tinta.
O anime Anpanman é sobre um super-herói cuja cabeça é feita de anpan.
Na franquia de anime Clannad, a personagem principal Nagisa Furukawa frequentemente menciona o "anpan".
No anime Gintama, o personagem Sagaru Yamazaki é visto comendo anpan como um ritual que faz referência dramas de detetive japoneses famosos enquanto está disfarçado e eventualmente fica insano por causa dele (episode 205).
No anime e mangá Deadman Wonderland, a personagem Shiro cita que quer comer anpan.
Na série de tokusatsu  Denshi Sentai Denjiman, o personagen Daigorou Oume/Denji Blue ama anpan. Muito tempo depois do fim da série, ele aparece no filme Gokaiger vs. Goseiger e vende anpan.
O personagem de San-X, Kogepan, é um anpan queimado que é depressivo e se embeba de leite.